# دوري السوبر الإندونيسي 2005
دوري السوبر الإندونيسي 2005 (بالإندونيسية: Divisi Utama Liga Indonesia 2005)‏ هو الموسم 11 من الدوري الإندونيسي الممتاز ‏. كان عدد الأندية المشاركة فيه 28، وفاز فيه برسيبورا جايابورا.